# Alexandros Tombazis
Alexandros Tombazis (in greco Αλέξανδρος Τομπάζης?; Nuova Delhi, 10 aprile 1939 – Atene, 24 giugno 2024) è stato un architetto greco.

## Biografia
Con più di 800 progetti – circa 300 dei quali realizzati – e almeno 110 premi vinti in concorsi, fu uno dei più importanti architetti greci. Furono sue opere, tra le altre, il Museo archeologico di Delfi e la Basilica della Santissima Trinità di Fatima.
Suo figlio Nicholas Tombazis divenne ingegnere.
Morì ad Atene il 24 giugno 2024 all'età di 85 anni.